# 塗壁花蜂

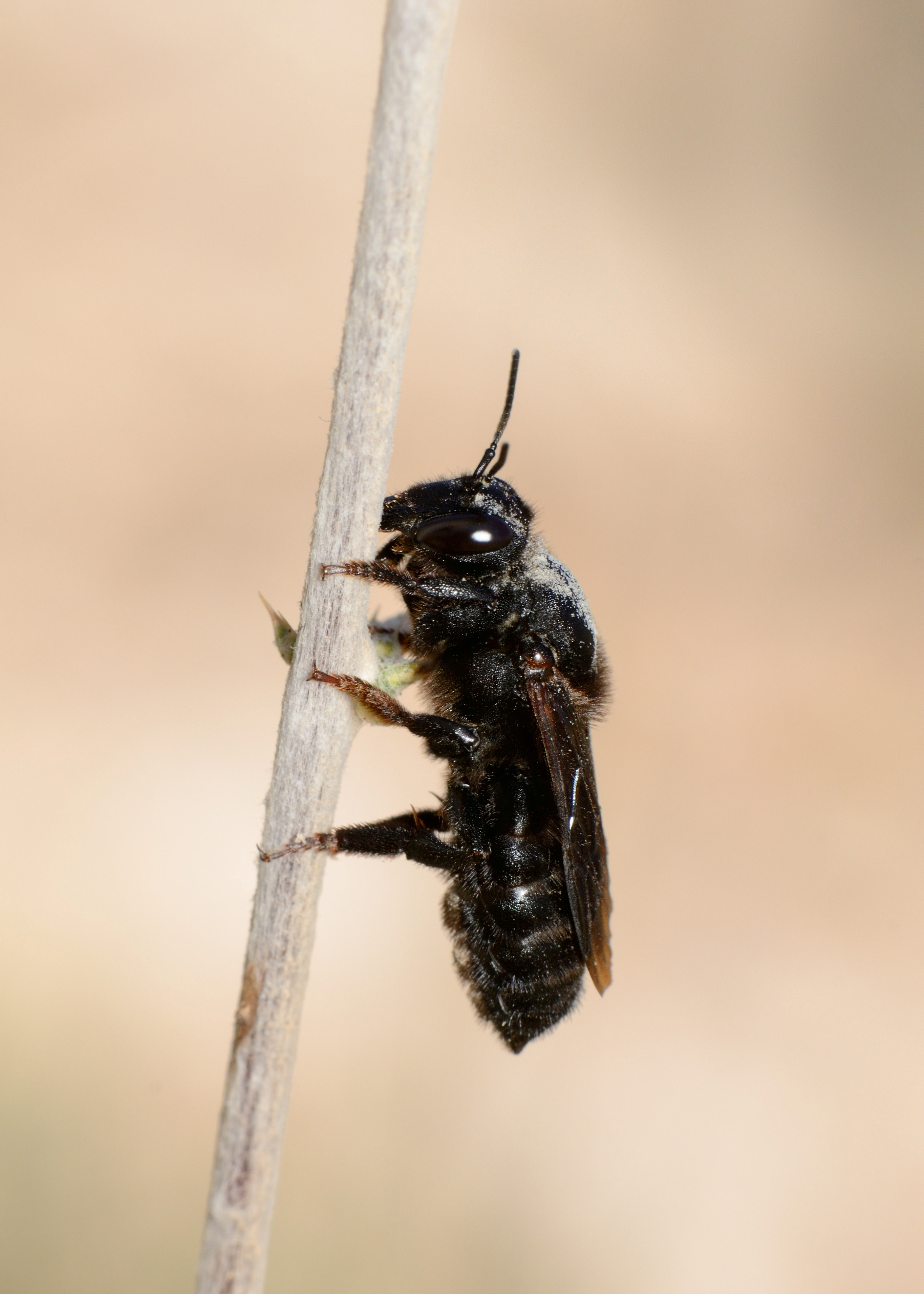

塗壁花蜂，體長約3~6公分，算是中大型的歐洲蜂類。主要分布在溫帶地區，偶有時會在較高緯度的地區被發現。塗壁花蜂並非群居的蜂類，而是比較像是穴蜂科一樣分散式的在牆孔、磚牆的縫隙中築巢。